# Église Saint-Antoine d'Ambazac
Pour les articles homonymes, voir Église Saint-Antoine.
L'église Saint-Antoine d'Ambazac est une église catholique situé dans la commune d'Ambazac, dans la région Nouvelle-Aquitaine (France).

## Localisation
L'église est située en Limousin, en Haute-Vienne, sur la commune d'Ambazac.

## Historique
L'église présente encore des restes du XIIe siècle. Le chœur a été refait en 1486. Des travaux de réparations importants ont été faits en 1782 par Jean Cuché de Saint-Sylvestre pour refaire à neuf la charpente, la couverture du clocher, le pavement, le crépissage, le blanchissage, une réparation à la voûte et les nouvelles portes.
Le clocher a été reconstruit en 1868.

## Mobilier
L'église conserve deux œuvres provenant de l'abbaye de Grandmont :
- La châsse d'Ambazac : châsse de saint Macaire puis de saint Étienne de Muret[1],[2],[3],[4] ;
- la dalmatique dite de saint Étienne de Muret[5].

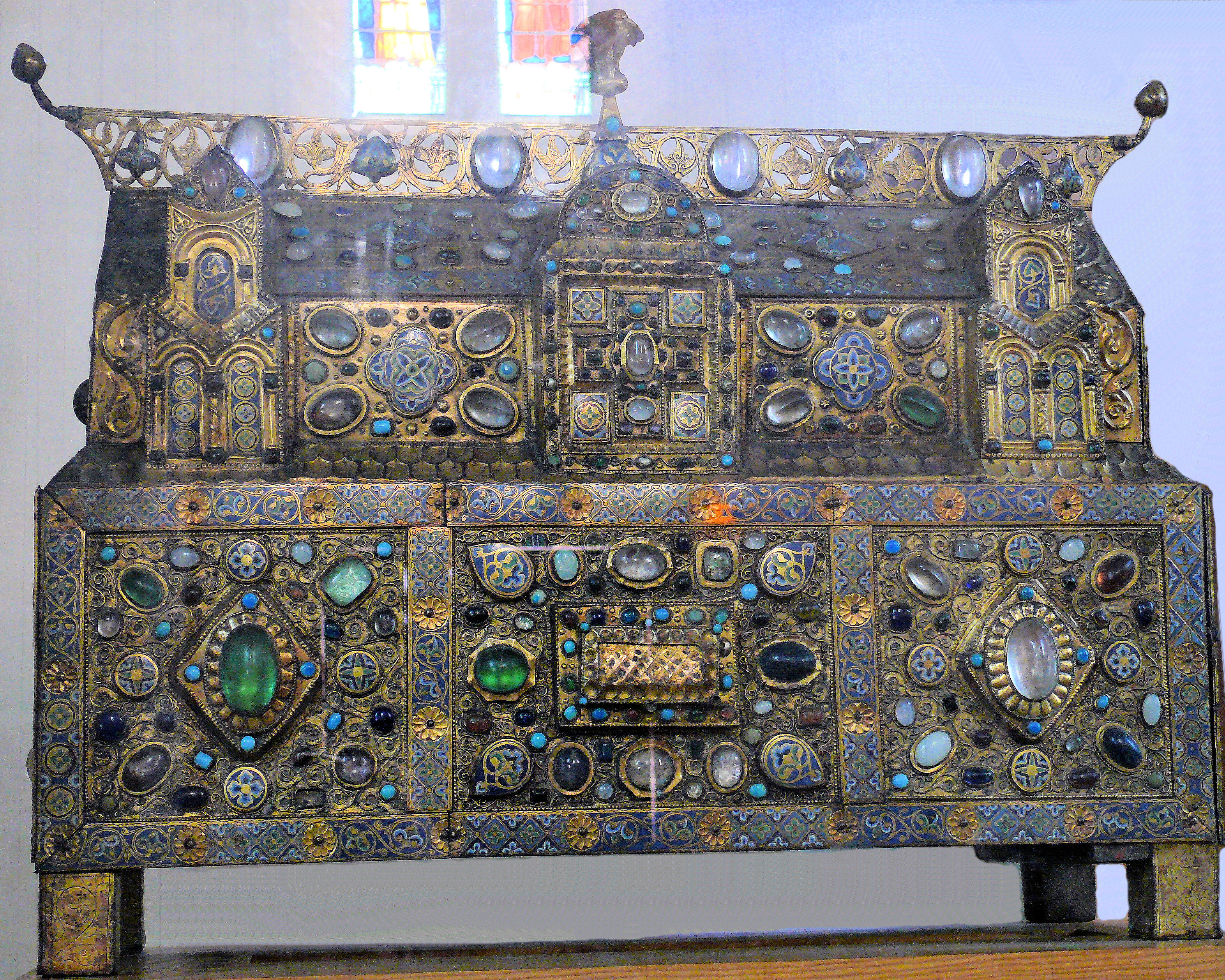
Châsse de saint Étienne
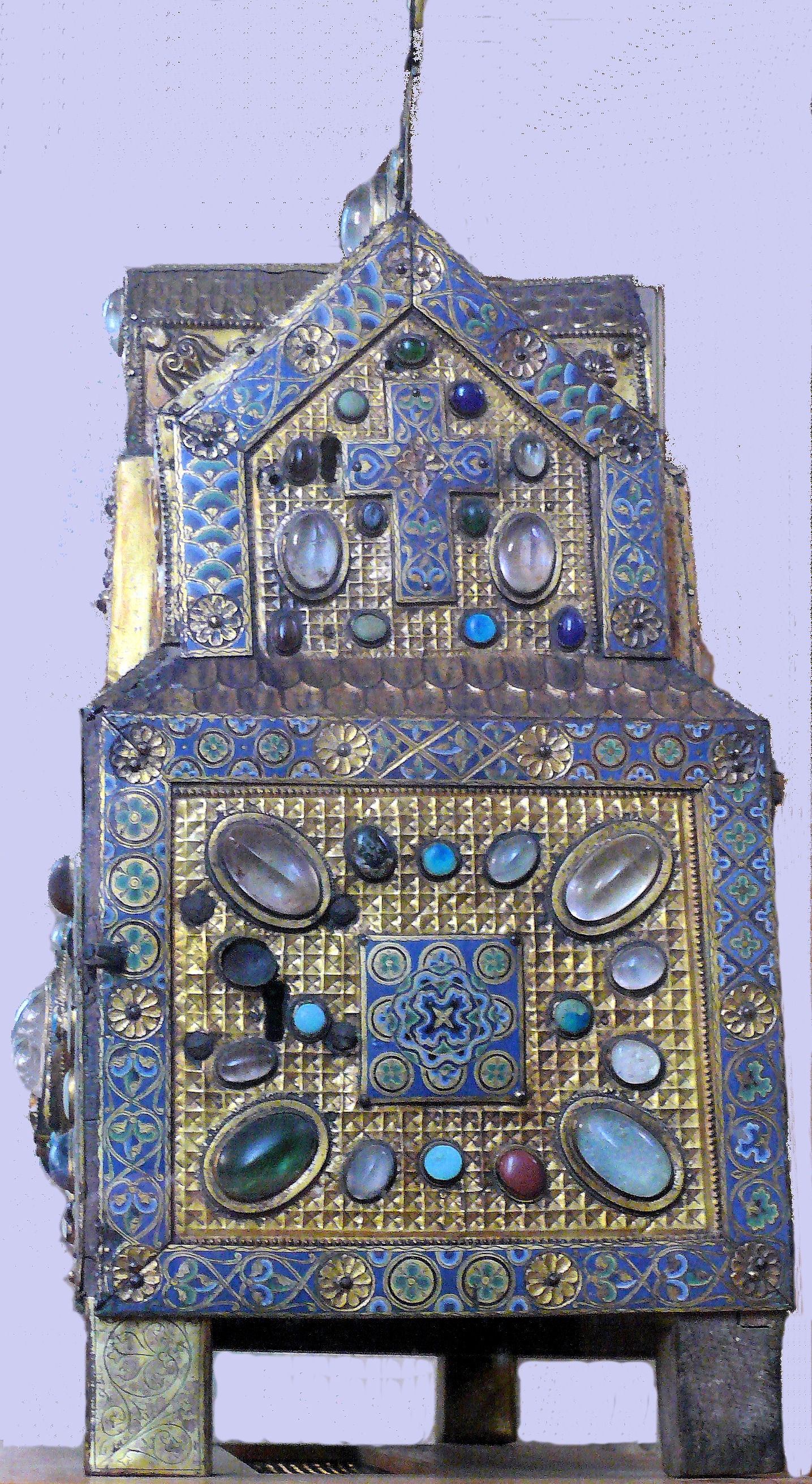
Châsse de saint Étienne
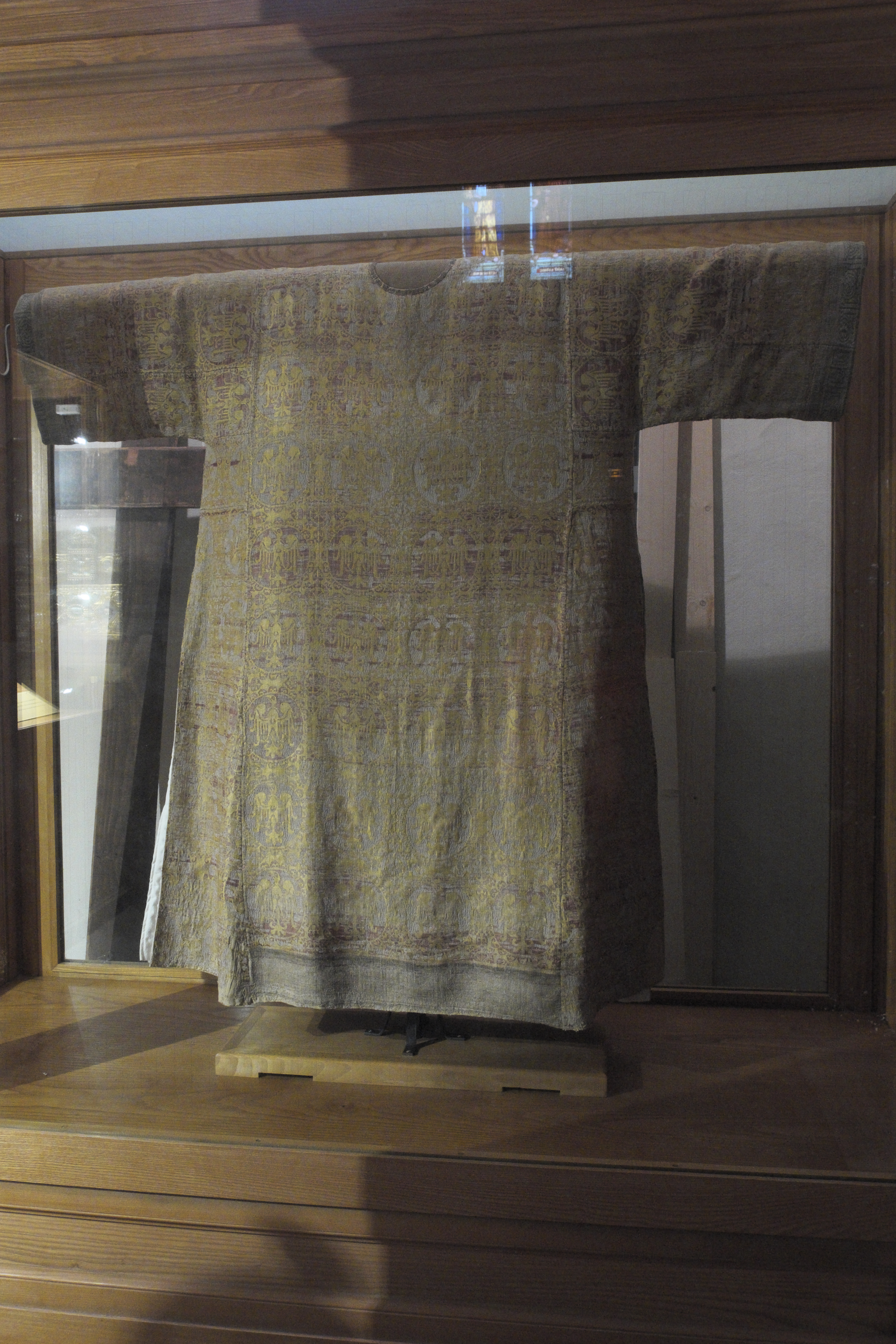
La dalmatique dite de saint Étienne